# Wang Yuegu
Wang Yuegu (chiń. 王越古, pinyin Wáng Yuègǔ; ur. 10 czerwca 1980 w Anshan) – singapurska tenisistka stołowa, srebrna medalistka olimpijska z Pekinu, dwukrotna medalistka mistrzostw świata.
Startowała w igrzyskach olimpijskich w Pekinie (2008). W turnieju indywidualnym nie odniosła sukcesów, natomiast drużynowo wywalczyła srebrny medal.
Zdobywczyni brązowego medalu w grze podwójnej w mistrzostwach świata w Zagrzebiu (2007). W drużynowych mistrzostwach świata w Guangzhou (2008) zdobyła srebro.
Zdobywczyni 4. miejsca w Pucharze Świata w Kuala Lumpur w 2008 roku.
W 2012 zdobyła brązowy medal igrzysk olimpijskich w Londynie.